# Shihomi Shinya
Shihomi Shinya –en japonés, 新谷志保美, Shinya Shihomi– (Miyada, 10 de agosto de 1979) es una deportista japonesa que compitió en patinaje de velocidad sobre hielo. Ganó una medalla de bronce en el Campeonato Mundial de Patinaje de Velocidad sobre Hielo en Distancia Corta de 2003.

## Palmarés internacional
| Campeonato Mundial en Distancia Corta | Campeonato Mundial en Distancia Corta | Campeonato Mundial en Distancia Corta | Campeonato Mundial en Distancia Corta |
| Año                                   | Lugar                                 | Medalla                               | Prueba                                |
| ------------------------------------- | ------------------------------------- | ------------------------------------- | ------------------------------------- |
| 2003                                  | Calgary (Canadá)                      | Medalla de bronce                     | Clasificación general                 |